# پایگاه نیروهوایی سلطنتی اوبن تایلند
پایگاه نیروهوایی سلطنتی اوبن تایلند (به انگلیسی: Ubon Royal Thai Air Force Base) یک فرودگاه پایگاه نیروی هوایی است . این فرودگاه در کشور ایالات متحده آمریکا قرار دارد .